# Euriphene incerta
Euriphene incerta är en fjärilsart som beskrevs av Aurivillius 1912. Euriphene incerta ingår i släktet Euriphene och familjen praktfjärilar. Inga underarter finns listade i Catalogue of Life.